# Туксанбаево
Туксанба́ево (баш. Туҡһанбай) — деревня в Миякинском районе Башкортостана, входит в состав Енебей-Урсаевского сельсовета.

## Население
| 2002 | 2009 | 2010 |
| ---- | ---- | ---- |
| 172  | →172 | ↘128 |

Национальный состав
Согласно переписи 2002 года, преобладающая национальность — башкиры (98 %).

## Географическое положение
Находится на левом берегу реки Дёмы.
Расстояние до:
- районного центра (Киргиз-Мияки): 38 км,
- центра сельсовета (Енебей-Урсаево): 13 км,
- ближайшей ж/д станции (Аксёново): 59 км.

## Известные уроженцы
- Акмулла, Мифтахетдин (14 декабря 1831 — 8 октября 1895) — башкирский, казахский и татарский поэт-просветитель, поэт-философ, поэт-мыслитель, крупнейший представитель башкирской поэзии XIX века, оказал воздействие на всю дальнейшую национальную башкирскую, татарскую и казахскую литературу, его творчество широко известно среди туркмен, каракалпаков и других тюркоязычных народов[5][6][7].

## Достопримечательности
- Музей Мифтахетдина Акмуллы — филиал Национального литературного музея, в деревне Туксанбаево, освещает жизнь и деятельность талантливого уроженца края, классика башкирской и татарской поэзии Мифтахетдина Акмуллы[8][9].